# Festivali i Këngës 59
Фестивал песме 2020. (алб. Festivali i Këngës 2020) је 59. издање овог албанског музичког такмичења. Организује га албански јавни сервис РТШ на отвореној сцени у Шеши Италија у Тирани, у Албанији. Такмичење се састојало од 3 вечери: 2 полуфинала 21. и 22. децембра 2020. и финале одржано 23. децембра 2020. Због пандемије ковида 19 прекршене су две традиције: није коришћен симфонијски оркестар и фестивал није одржаван у Конгресној палати. Анџеља Перистери је победила са песмом „Карма” и представљала је Албанију на Песми Евровизије 2021. у Ротердаму, у Холандији.

## Формат
59. издање Фестивала песме је одржано кроз 3 вечери: 21. и 22. децембра 2020. су била полуфинала, а финале је било одржано 23. децембра 2020. Фестивал је одржан у циљу проналажења представника Албаније на Песми Евровизије 2021. The three live shows were hosted by Albanian actress Jonida Vokshi and host Blendi Salaj.

### Утицајпандемије ковида 19
По први пут, због пандемије, такмичари нису имали пратњу симфонијског оркестра, нити је такмичење одржано у Конгресној палати, већ на отвореној сцени у Шеши Италија у Тирани. Због пандемије, сви наступи су били снимљени унапред.

## Учесници
РТШ је расписао конкурс за учешће за такмичаре и композиторе који је трајао од августа до октобра 2020. Све пријаве је преслушала комисија чији су чланови били Агим Дочи, Алма Бекташи, Еугент Бушпепа, Јонида Малићи и Клодијан Ћафоку. 28. октобра, листа 26 учесника је објављена. 16. новембра 2020, РТШ је објавио све песме на свој јутјуб канал.
| Извођач(и)        | Песма                   | Композитор(и)   | Текстописац/и                   |
| ----------------- | ----------------------- | --------------- | ------------------------------- |
| Agim Poshka       | "Vendi im"              | Agim Poshka     | Agim Poshka                     |
| Anxhela Peristeri | "Karma"                 | Kledi Bahiti    | Olti Curri                      |
| Devis Xherahu     | "Peng"                  | Devis Xherahu   | Pandi Laço                      |
| Enxhi Nasufi      | "Njësoj"                | Boocky DJ       | Enxhi Nasufi                    |
| Era Rusi          | "Zjarri im"             | Enis Mullaj     | Era Rusi, Eriona Rushiti        |
| Erik Lloshi       | "Jo"                    | Enis Mullaj     | Endrit Mumajesi                 |
| Evi Reçi          | "Tjerr"                 | Olsa Toqi       | Florian Zyka                    |
| Fatos Shabani     | "Ty"                    | Fatos Shabani   | Fatos Shabani                   |
| Festina Mejzini   | "Kush je ti dashuri"    | Flamur Shehu    | Jorgo Papingji                  |
| Florent Abrashi   | "Vajzë"                 | Bledi Shishmani | Bledi Shishmani                 |
| Franc Koruni      | "E morën botën"         | Franc Koruni    | Franc Koruni                    |
| Gigliola Haveriku | "E lirë"                | Endrit Shani    | Atina Laço                      |
| Gjergj Kaçinari   | "Më jep jetë"           | Gjergj Kaçinari | Gjergj Kaçinari, Ilir Krasniqi  |
| Inis Neziri       | "Pendesë"               | Inis Neziri     | Elhaid Cufi                     |
| Kamela Islamaj    | "Kujtimet s'kanë formë" | Kamela Islamaj  | Megi Hasani                     |
| Kastro Zizo       | "Vallja e jetës"        | Kastro Zizo     | Kastro Zizo                     |
| Klinti Çollaku    | "Do t'ja dal"           | Endrit Shani    | Pandi Laço                      |
| Manjola Nallbani  | "Ora e jetës"           | Eriona Rushiti  | Eriona Rushiti                  |
| Mirud             | "Nëse vdes"             | Durim Morina    | Durim Morina                    |
| Orgesa Zaimi      | "Valixhja e kujtimeve"  | Gridi Kraja     | Olti Curri                      |
| Rosela Gjylbegu   | "Vashëzo"               | Eriona Rushiti  | Rosela Gjylbegu                 |
| Sardi Strugaj     | "Kam me t'ba me kajt"   | Edesa Malçi     | Sardi Strugaj                   |
| Stefan Marena     | "Meteor"                | Gramoz Kozeli   | Klotilda Harka                  |
| Viktor Tahiraj    | "Nënë"                  | Artur Dhamo     | Nexhip Seraj                    |
| Wendi Mancaku     | "Vesi i shpirtit tim"   | Wendi Mancaku   | Rozana Radi                     |
| Xhesika Polo      | "Më mbron"              | Marko Polo      | Aleksandër Seitaj, Xhesika Polo |

1. ↑  Пре првог полуфинала, Манјола Налбани је објавила да је позитивна на ковид 19, али да се није повукла са такмичења.[18] Ипак, током заказаних проба је била приморана да се повуче.[19]

## Полуфинала

### 1. полуфинале
Прво полуфинале је одржано 21. децембра 2020. и почело је у 9 сати по локалном времену. Током ове вечери, такмичари су уживо изводили званичне верзије својих учесничких песама. Пре другог полуфинала, финалисти такмичења су објављени.
| Р. бр. | Извођач(и)        | Песма                   |
| ------ | ----------------- | ----------------------- |
| 1      | Enxhi Nasufi      | "Njësoj"                |
| 2      | Franc Koruni      | "E morën botën"         |
| 3      | Gigliola Haveriku | "E lirë"                |
| 4      | Orgesa Zaimi      | "Valixhja e kujtimeve"  |
| 5      | Erik Lloshi       | "Jo"                    |
| 6      | Viktor Tahiraj    | "Nënë"                  |
| 7      | Agim Poshka       | "Vendi im"              |
| 8      | Kastro Zizo       | "Vallja e jetës"        |
| 9      | Wendi Mancaku     | "Vesi i shpirtit tim"   |
| 10     | Gjergj Kaçinari   | "Më jep jetë"           |
| 11     | Era Rusi          | "Zjarri im"             |
| 12     | Devis Xherahu     | "Peng"                  |
| 13     | Stefan Marena     | "Meteor"                |
| 14     | Rosela Gjylbegu   | "Vashëzo"               |
| 15     | Sardi Strugaj     | "Kam me t'ba me kajt"   |
| 16     | Xhesika Polo      | "Më mbron"              |
| 17     | Florent Abrashi   | "Vajzë"                 |
| 18     | Fatos Shabani     | "Ty"                    |
| 19     | Anxhela Peristeri | "Karma"                 |
| 20     | Evi Reçi          | "Tjerr"                 |
| 21     | Inis Neziri       | "Pendesë"               |
| 22     | Klinti Çollaku    | "Do t'ja dal"           |
| 23     | Festina Mejzini   | "Kush je ti dashuri"    |
| 24     | Kamela Islamaj    | "Kujtimet s'kanë formë" |
| 25     | Mirud             | "Nëse vdes"             |

### 2. полуфинале
Друго полуфинале је одржано 22. децембра 2020. и почело је у 9 сати по локалном времену. Током ове вечери, такмичари су уживо изводили акустичне верзије својих учесничких песама.
| Р. бр. | Извођач(и)        | Песма                   |
| ------ | ----------------- | ----------------------- |
| 1      | Florent Abrashi   | "Vajzë"                 |
| 2      | Stefan Marena     | "Meteor"                |
| 3      | Wendi Mancaku     | "Vesi i shpirtit tim"   |
| 4      | Viktor Tahiraj    | "Nënë"                  |
| 5      | Sardi Strugaj     | "Kam me t'ba me kajt"   |
| 6      | Gigliola Haveriku | "E lirë"                |
| 7      | Kastro Zizo       | "Vallja e jetës"        |
| 8      | Agim Poshka       | "Vendi im"              |
| 9      | Evi Reçi          | "Tjerr"                 |
| 10     | Mirud             | "Nëse vdes"             |
| 11     | Festina Mejzini   | "Kush je ti dashuri"    |
| 12     | Anxhela Peristeri | "Karma"                 |
| 13     | Erik Lloshi       | "Jo"                    |
| 14     | Inis Neziri       | "Pendesë"               |
| 15     | Franc Koruni      | "E morën botën"         |
| 16     | Fatos Shabani     | "Ty"                    |
| 17     | Era Rusi          | "Zjarri im"             |
| 18     | Klinti Çollaku    | "Do t'ja dal"           |
| 19     | Devis Xherahu     | "Peng"                  |
| 20     | Xhesika Polo      | "Më mbron"              |
| 21     | Gjergj Kaçinari   | "Më jep jetë"           |
| 22     | Kamela Islamaj    | "Kujtimet s'kanë formë" |
| 23     | Enxhi Nasufi      | "Njësoj"                |
| 24     | Rosela Gjylbegu   | "Vashëzo"               |
| 25     | Orgesa Zaimi      | "Valixhja e kujtimeve"  |

## Финале
Финале је одржано 23. децембра 2020. и почело је у 9 сати по локалном времену. Изведено је свих 18 песама које су прошле у финале, а победника су одлучили гласови жирија чији су чланови били Андри Џаху, Кастриот Чауши, Прец Зогај, Раме Лахај, Роберт Радоја, Васил Толе и Зана Шутерићи. На крају такмичења, Фестина Мејзини је проглашена за трећепласирану, Санди Стругај за другопласираног, а Анџеља Перистери са песмом „Карма” је проглашена за победницу и представницу Албаније на Песми Евровизије 2021.
Легенда:

  Победница

  Другопласирани

  Трећепласирана
| Р. бр. | Извођач(и)        | Песма                   |
| ------ | ----------------- | ----------------------- |
| 1      | Sardi Strugaj     | "Kam me t'ba me kajt"   |
| 2      | Xhesika Polo      | "Më mbron"              |
| 3      | Orgesa Zaimi      | "Valixhja e kujtimeve"  |
| 4      | Wendi Mancaku     | "Vesi i shpirtit tim"   |
| 5      | Era Rusi          | "Zjarri im"             |
| 6      | Gjergj Kaçinari   | "Më jep jetë"           |
| 7      | Rosela Gjylbegu   | "Vashëzo"               |
| 8      | Devis Xherahu     | "Peng"                  |
| 9      | Mirud             | "Nëse vdes"             |
| 10     | Gigliola Haveriku | "E lirë"                |
| 11     | Viktor Tahiraj    | "Nënë"                  |
| 12     | Kamela Islamaj    | "Kujtimet s'kanë formë" |
| 13     | Florent Abrashi   | "Vajzë"                 |
| 14     | Inis Neziri       | "Pendesë"               |
| 15     | Evi Reçi          | "Tjerr"                 |
| 16     | Anxhela Peristeri | "Karma"                 |
| 17     | Festina Mejzini   | "Kush je ti dashuri"    |
| 18     | Kastro Zizo       | "Vallja e jetës"        |

## Емитовање
РТШ је пружио међународно доступан стрим полуфинала и финала на свом јутјуб каналу.
| Територија | Вечери     | Емитер                          | Реф.   |
| ---------- | ---------- | ------------------------------- | ------ |
| Албанија   | Све вечери | Радио-телевизија Албанија (РТШ) | [ 20 ] |
| Косово     | Све вечери | Радио-телевизија Косова (РТК)   | [ 20 ] |

## Види:
- Песма Евровизије 2021.